# Cabramatta
 Cabramatta  è un sobborgo sud-occidentale di Sydney, nello stato del Nuovo Galles del Sud in Australia. Cabramatta si trova a 30 kma a sud-ovest dal Distretto affaristico centrale di Sydney, nell'area governativa locale della Città di Fairfield.
Cabramatta è conosciuta in maniera informale come Cabra e vi vive la più grande comunità vietnamita (Hoa) in Australia. È anche il più grande distretto commerciale non anglo-celtico dell'Australia.
La demografia della zona si rispecchia nel gran numero di attività commerciali vietnamita-australiane e cino-australiane e viene anche considerata un punto di riferimento per la cucina cinese, cambogiana, thailandese e vietnamita.
Cabramatta ha anche una cattiva reputazione per essere anche un luogo di spaccio di droga attività cominciata negli anni '90 del secolo scorso. Dal 2002 i problemi sono diminuiti dopo un'operazione anti-droga svolta da NSW State Parliament..

## Infrastrutture e trasporti
La Stazione di Cabramatta è la stazione di congiunzione della linea Inner West & Leppington, della linea Bankstown e della linea Cumberland della rete Sydney Trains. La stazione ferroviaria è raggiungibile da alcune linee di autobus.
In Arthur Street, invece, si trova una stazione dei Taxi di fronte all'ufficio postale di Cabramatta.